# Antico teatro da camera
Antico teatro da camera è un album del cantautore italiano Gianni D'Errico, pubblicato dall'etichetta discografica Ariston Records nel 1976.
L'album uscì alcuni mesi dopo la morte del cantautore.

## Tracce
1. L'Etrusca (1ª parte)
2. Antico Teatro da Camera
3. Reincarnazione
4. Io, l'ultimo
5. Clausura
6. Toccami
7. Delvish
8. Sognando Rosanna
9. Un pittore
10. L'Etrusca (2ª parte)